# Camp de Curragh

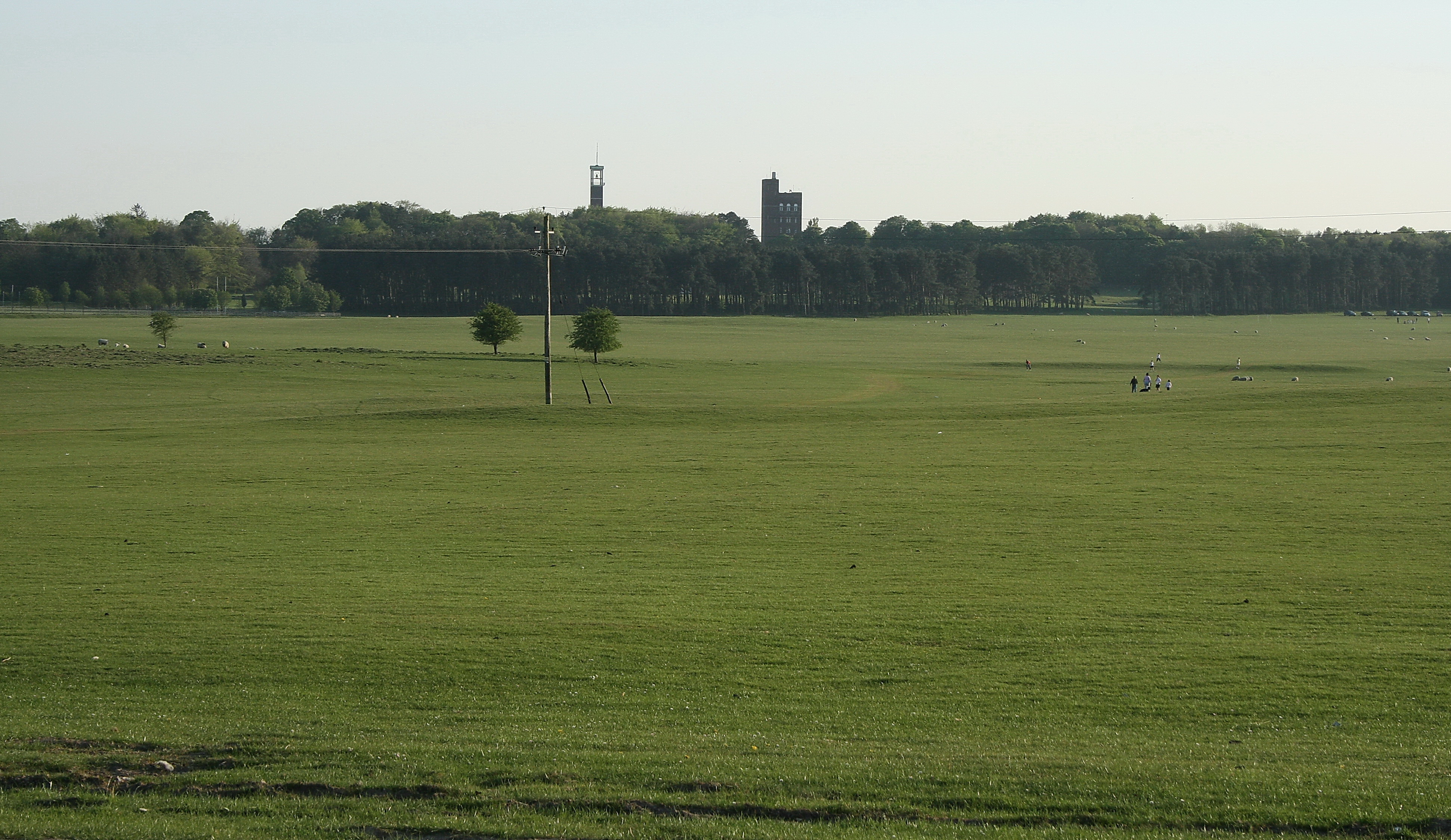
El camp de Curragh vist des de la planura homònima

El camp de Curragh (gaèlic irlandès: Campa an Churraigh) és una base i acadèmia militar situada a Curragh, comtat de Kildare, República d'Irlanda. És el principal centre d'entrenament de l'Exèrcit Irlandès.

## Breu història del patrimoni militar del Curragh
El Curragh ha estat històricament una àrea de reunió militar a causa de la gran extensió de la planura. Durant les guerres isabelines (1599) Henry Harvey va assenyalar "el lloc millor per al desplegament d'un exèrcit que mai he vist". No obstant això, la història del Curragh va ser esmentada als Annals dels quatre mestres on Laeghaire Lore, rei d'Irlanda, va ser assassinat al Curragh per Cobhthach Cael Breagh.
Richard Talbot, 1r Comte de Tyrconnel va triar el Curragh com a punt de reunió per a la causa de Jaume II en la Revolució Gloriosa. En 1783, una revisió dels Voluntaris cridada per ajudar en la defensa del país, mentre Anglaterra estava en guerra amb els Estats Units, va atreure al Curragh uns 50.000 espectadors.
També fou un punt de reunió durant la rebel·lió irlandesa de 1798 com es pot comprovar en la cançó camperola irlandesa The Sean-Bhean bhocht traduïda per Padraic Colum en 1922:
| « | I on tindran el seu campament? diu la Shan Van Vocht; on tindran el seu campament? diu la Shan Van Vocht; al Curragh de Kildare els nois hi seran, amb llurs piques en bon estat. | » |

## La guerra de Crimea i l'establiment del Camp de Curragh
Hi va haver nombrosos camps d'entrenament organitzats al Curragh al segle xix incloent la formació de milícies per defensar el país durant les Guerres Napoleòniques. Tanmateix les primeres estructures militars permanents van ser construïdes en 1855 per preparar els soldats britànics per a la Guerra de Crimea. Aquestes estructures eren fetes de fusta però el campament tenia la seva pròpia oficina de correus, estació de bombers, 10 casernes, dues esglésies, una estació de bombament d'aigua, tribunal i una torre amb rellotge.

## Esdeveniments i rutines al Curragh
En 1879 es va construir la primera caserna "moderna" (Beresford) al campament, i posteriorment se'n van construir sis noves casernes més a començament del segle xx. Els noms de les barraques que van ser construïdes per l'exèrcit britànic eren Ponsonby Bks, Stewart Bks, A.S.C Bks, Engineer Bks, Gough Bks i Keane Bks.
En la dècada següent la reina Victòria I del Regne Unit va visitar a inspeccionar les tropes, i el seu fill (Eduard VII el llavors príncep de Gal·les) era servint al camp. Una gran revisió de tropes es va realitzar per a la visita de la reina i es pot trobar un àlbum de l'esdeveniment a l'Arxiu Reial de Windsor.
En 1893 el comandant general (GOC) era el major general Lord Ralph D. Kerr CB. La guarnició era el 1r Batalló del Royal Irish Regiment (18è a Peu), el 1r Batalló del Regiment de Fusellers de Lancashire (20è a Peu), i el 2n Batalló del Regiment Worcestershire (31è a Peu). En 1894 els Worcestershires van ser reemplaçats pel 2n Batalló del Regiment de Hampshire (6è a Peu).
El Curragh era una mica aïllat, cosa que va portar a les regulacions estrictes sobre les tarifes de taxi. No obstant això, el camp estava ben proveït, amb instal·lacions recreatives (incloent-hi, pels oficials, la caça amb l'aristocràcia local), diversos missatges al dia (l'última col·lecció d'Anglaterra a les 11 hores), i una missa diària per als catòlics a l'Església Oriental. Una arma era disparada cada dia al toc de diana, a la 1 pm i a les 21:30.
A finals del segle xix el Camp es va convertir en una seu de divisió i els soldats hi van ser entrenats durant els combats a les Guerres Bòer.

## Les "wrens" del Curragh
El Camp, igual que moltes guarnicions militars a Irlanda en aquesta època, tenia un problema particular amb la prostitució i va ser esmentat a les Lleis de Malalties Contagioses, cosa que va permetre a les autoritats detenir i arrestar les dones si eren sospitoses de ser prostitutes.
A les àrees cobertes d'argelaga que envolten el camp de dones, majoritàriament prostitutes, es van establir campaments coneguts com a "nius". Aquestes dones van ser coneguts com a cargolets (en anglès wrens). La seva història va guanyar prominència en una sèrie d'articles a la Pall Mall Gazette pel periodista anglès James Greenwood en 1867. El seu llibre  The Seven Curses of London també conté un capítol sobre les "wrens".
El problema de les malalties de transmissió sexual a causa de la prevalença de la prostitució i homes disposats a participar en els seus serveis es pot veure en els números dels informes sobre gonorrea a l'hospital militar en el cens de 1911.

## Cementiri de Curragh
El cementiri de Curragh té moltes tombes que donen fe de la presència de l'exèrcit britànic al Curragh fins a la seva sortida el 1922.

## El camp de Curragh
En el moment de l'aprovació de la Home rule en 1914, el campament es va convertir en l'escenari dels incidents de Curragh, on un nombre d'oficials oferiren la seva dimissió si s'apropava la llei contra la voluntat dels unionistes.
Després de la Guerra Angloirlandesa (21 de gener de 1919-11 de juliol de 1921) l'exèrcit britànic va lliurar el Camp de Curragh a la 26 del comtat a l'exèrcit de l'Estat Lliure d'Irlanda. El lliurament va tenir lloc a les 10:00 del dimarts 16 de maig de 1922, quan el campament va ser lliurat a un grup de soldats irlandesos comandats pel tinent general O'Connell. Dilluns a la nit, la bandera de la Unió es va arriar per última vegada. A les 12 hores de la tarda, O'Connell va pujar a la torre d'aigua i va hissar la primera bandera tricolor sobre el Camp de Curragh.
El 1928, les set casernes van ser reanomenades després pels líders executats de l'Aixecament de Pasqua de 1916, de la següent manera:
- Ponsonby Barracks esdevé Plunkett Barracks.
- Stewart Barracks esdevé Connolly Barracks.
- Beresford Barracks esdevé Ceannt Barracks.
- A.S.C. Barracks esdevé Clarke Barracks.
- Engineer Barracks esdevé MacDermott Barracks.
- Gough Barracks esdevé MacDonagh Barracks.
- Keane Barracks esdevé Pearse Barracks.

## Execucions durant la Guerra Civil
Al desembre de 1922 set homes van ser executats a la presó militar de Curragh. El Leinster Leader de 23 de desembre de 1922 va informar que una columna de deu homes havien atemptat contra els ferrocarrils, els trens de mercaderies i botigues a la rodalia de Kildare des de feia algun temps. Pel que sembla cinc d'ells havien participat en un intent d'interrompre les comunicacions descarrilant el tren l'11 de desembre. Havien pres dues màquines d'una coberta a Kildare i una d'elles havia estat enviada per la línia en una obstrucció a Cherryville, bloquejant d'aquesta manera la línia. També va al·legar que els trens de mercaderies havien estat saquejats i robats a botigues de la localitat. També es va dir que la mateixa columna havia participat en una emboscada de les tropes de l'Estat Lliure en el revestiment de Curragh el 25 de novembre.
El 13 de desembre, els homes van ser sorpresos en una granja al pont de Moore, a la vora de les planes de Curragh, per les tropes de l'Estat Lliure. Hi havia deu homes, 10 fusells, una quantitat de municions i altres subministraments. Van ser arrestats i transportats al Curragh. La propietària de la casa també va ser detinguda i tancada a la presó de Mountjoy.
La controvèrsia envolta les circumstàncies de la mort de Thomas Behan, un dels homes. Una versió diu que el seu braç es va trencar quan era detingut i posteriorment va ser assassinat per un cop d'una culata al cap en el lloc de l'atac perquè no va poder pujar al camió que portava els homes al Curragh. La versió oficial va ser que se li van disparar a l'intentar escapar d'una cabanya en la qual es trobava detingut al Camp de Curragh.
Els executats foren:
- Stephen White (18) Abbey St., Kildare
- Joseph Johnston (18) Station Rd., Kildare
- Patrick Mangan (22) Fair Green, Kildare
- Patrick Nolan (34) Rathbride, Kildare
- Brian Moore (37) Rathbride, Kildare
- James O'Connor (24) Bansha, Co. Tipperary
- Patrick Bagnall (19) Fair Green, Kildare

Hi ha un monument als executats a la ciutat de Kildare.

## Internament en temps de guerra
Al camp hi va tenir lloc els incidents de Curragh en 1914. També va ser utilitzat com a centre de detenció militar durant la guerra civil presos i, més tard, membres i presumptes membres de l'IRA Antitractat hi foren internades en diverses ocasions entre els anys 1920 i 1950.

### Internats de l'Exèrcit Republicà Irlandès
Durant l'Emergència, l'internament dels republicans va ser novament instituït pel govern del Fianna Fáil dirigit per Éamon de Valera. Com a resultat, els membres de l'IRA que van ser detinguts per la Garda Síochána van ser internats al Curragh durant la duració de les hostilitats. El campament solia ser anomenat pels internats Tin Town (Baile an Stáin o an Bhaile Stáin). Segons l'historiador Tim Pat Coogan, al voltant de 2.000 homes de l'IRA passaren pel camp de concentració durant la guerra.

Segons Coogan, 
"Els presos procedents de la Gaeltacht, poblada per internats de parla gaèlic irlandès, donaren classes d'irlandès a Máirtín Ó Cadhain. Altres presos que havien tingut més estudis que els seus companys van donar classes particulars de les matèries en les que estaven especialitzats, i més d'un noi del país que havia deixat l'escola als dotze anys va sortir del Curragh amb una educació molt millor de la que possiblement podria haver adquirit d'una altra manera."

### Internament de bel·ligerants
També s'utilitzà per a internar personal aliat i de l'eix trobats Irlanda durant la Segona Guerra Mundial. Aleshores hi havia tres seccions al campament: una per l'IRA, una per aviadors aliats i l'altra per mariners i aviadors alemanys.
El personal britànic van ser internats al Curragh, mentre que el personal nord-americà van ser repatriats a causa d'un acord entre el govern irlandès i el govern dels Estats Units, encara que un ciutadà dels EUA que havia estat desposseït de la nacionalitat pel Govern dels EUA per lluitar amb els britànics a l'Esquadró núm. 133 abans de l'entrada dels Estats Units en guerra, també hi fou internat. Els britànics i estatunidencs "internats" al Curragh no sempre tenien una vigilància estricta, i a molts se'ls va permetre assistir a esdeveniments socials fora del camp de detenció, tenir bicicletes pròpies i viatjar a Dublín sota supervisió. Algunes de les persones internades al Curragh finalment es va casar a l'àrea i es van quedar a Irlanda després de la guerra, mentre que altres hi tornen amb freqüència per tal de mantenir el contacte local.
Hi ha una pel·lícula sobre el camp de detenció durant la Segona Guerra Mundial anomenada "The Brylcreem Boys".

## En l'actualitat
El Camp de Curragh és ara la llar de les Defence Forces Training Centre del Forces de Defensa Irlandeses, i allotja la Command and Staff School, la Cadet School, la Infantry School, el Combat Support College, el Combat Services Support College, l'Equitation School, la base logística i l'escola Nacions Unides.
El Camp de Curragh Camp ha estat modernitzat en els darrers anys. S'han reedificat les casernes i s'han millorat radicalment el menjador. Altres novetats inclouen un nou complex de tallers i un garatge enorme per a les noves APC MOWAG Piranha.
L'edifici més alt del Curragh és la caserna de bombers, on l'exèrcit hi manté un servei modern de lluita contra incendis. La zona ja no està ocupada exclusivament pels militars, i molts dels que viuen als voltants del camp no tenen connexió amb l'exèrcit. Molt personal, de fet, tria viure a la rodalia de Newbridge.
Encara que el camp té els seus propis rangs d'armes petites adjacents a l'hospital, l'àrea tàctica més propera es troba al Glen d'Imaal (comtat de Wicklow).